# Dracolich
No roleplaying game Dungeons & Dragons , um dracolich é um dragão não-morto que possui certas habilidades de um lich.

## História da publicação
O dracilich foi introduzido no jogo de D&D na primeira edição da Advanced Dungeons & Dragons. Foi também uma das primeiras criaturas novas introduzidas para no cenário Forgotten Realms

### Advanced Dungeons & Dragons1a. edição (1977-1988)
O dracolich (dragão lich) apareceu pela primeira vez no artigo "The Cult of the Dragon," de Ed Greenwood, na revista Dragon #110 (junho de 1986), and then in the Forgotten Realms accessory Waterdeep and the North (1987).

### Advanced Dungeons & Dragons2a. edição (1989-1999)
Um dracolich chamado Rauglothgar apareceu no produto Hall of Heroes (1989) do Forgotten Realms. O dracolich como uma criatura foi reintroduzida no primeiro Monstrous Compendium Forgotten Realms Appendix (1989), e, em seguida, apareceu na revista Forgotten Realms Campaign Setting (1993).
O dracolich também apareceu no Monstrous Manual (1993) e também no produto Cult of the Dragon (1998).

### Dungeons & Dragons3.0 edição (2000-2002)
O modelo do dracolich e o  proto-dracolich aparecem na Forgotten Realms Campaign Setting (2001) nesta edição

### Dungeons & Dragons3.5 edição (2003-2007)
O modelo do dracolich aparece em  Draconomicon: The Book of Dragons (2003), iincluindo o "antigo draclich azul" como uma amostrar de criatura.
O racolich foi detalhado na edição da Dragon #344 (junho de 2006), na seção "Ecology of the Dracolich".

### Dungeons & Dragons4a. edição (2008-)
O dracolich aparece no Monster Manual desta edição (2008), incluindo o dracolich de fogo negro e o runescribed dracolich. O dracolich também aparece no Draconomicon: Chromatic Dragons (2008), uncluindo o bone mongrel dracolich, stoneborn dracolich, icewrought dracolich e o dreambreath dracolich.